# Utricularia punctata
Utricularia punctata este o specie de plante carnivore din genul Utricularia, familia Lentibulariaceae, ordinul Lamiales, descrisă de Nathaniel Wallich. Conform Catalogue of Life specia Utricularia punctata nu are subspecii cunoscute.